# Sunao Katabuchi
Sunao Katabuchi (片渕須直 Katabuchi Sunao?, nacido el 10 agosto de 1960) es un guionista, creador de storyboards, y director de cine japonés. Es instructor en la facultad de arte de la Universidad Nihon.

## Biografía

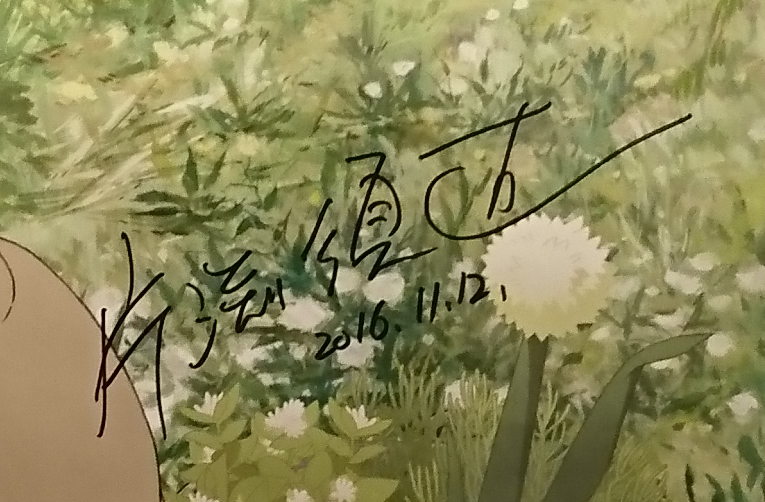
Firma autógrafo de Sunao Katabuchi en 2016

Mientras se encontraba estudiando en Universidad Nihon, Katabuchi participó en el equipo de escritura de Sherlock Hound dirigido por Hayao Miyazaki. Después de graduarse,   se unió a Telecom Animation Film.
En 1999, Katabuchi se unió Studio 4 °C y trabaja en la película Princesa Arete, el cual fue estrenada en 2001 y gana el premio de Trabajo de Excelencia del Año en la categoría de largometraje nacional en Tokyo Internacional Anime Fair en 2002. Se une al estudio Madhouse y trabajó para varias animaciones que incluyendo  Black Lagoon.
En 2016, Katabuchi dirigió Kono Sekai no katasumi ni (también conocida como En este rincón del mundo) cuál fue estrenada el 12 de noviembre  de 2016 en Japón.
Está casado con la directora de anime Chie Uratani.

## Premios
- Princesa Arete – Tokyo Internacional Anime Fair  - Trabajo de Excelencia del año en Categoría de Largometraje Nacional (2002)
- Mai Mai Miracle - Ottawa International Animation Festival - Premio al concurso de largometrajes (2009)
- Mai Mai Miracle - el 14 ° Festival de Artes de Medios de Japón - Premio a la Excelencia en la División de Animación (2010)[3]
- Mai Mai Miracle - 29.ª Brussels Animation Film Festival - Anima 2010 BETV/Audience Awards por concurso de Largometraje (2010)
- Mai Mai Miracle - el 20.º Cine Junior International Film Festival - el premio de la audiencia
- En este rincón del mundo - Festival internacional de cine  de Hiroshima  -  Hiroshima Peace Film Award (2016)[4]
- En este rincón del mundo - 90.º Premios Kinema Junpo - Mejor director/ Mejor película japonesa (2017)[5]
- En este rincón del mundo - 71.º Premios de cine de Mainichi - Premio Ōfuji Noburō (2017)[6]
- En este rincón del mundo - 59.º Premios Cinta Azul - Mejor director (2017)[7]
- En este rincón del mundo - 26.os Premios de cine Tokyo Sports - Mejor Película (2017)[8]
- En este rincón del mundo - 40.ª Premios de la academia japonesa - Mejor  Animación del Año (2017)[9]
- En este rincón del mundo - 59.ª Premio de Cultura de Bienestar Infantil - categoría película/media (2017)[10]
- En este rincón del mundo - 67.º Premio de estímulo artística del Ministro de Educación, Cultura, Deportes, Ciencia y La Tecnología - categoría de película (2017)[11]

## Trabajos

### Películas
- Majo no Takkyūbin- Asistente de dirección, 1989
- Upon The Planet (この星の上に Kono Hoshi no Ue ni?) - Director, 1998[12]
- Princesa Arete (アリーテ姫 Arīte Hime?) - Director, escritor, 2001
- Mai Mai Miracle (マイマイ新子と千年の魔法 Maimai Shinko to Sennen no Mahō?) - Director, escritor, 2009
- En este rincón del mundo (この世界の片隅に Kono Sekai no Katasumi ni?) - Director, escritor, 2016

### Producciones televisivas
- Sherlock Hound - Escritor, 1984-1985
- The Blinkins: The Bear And The Blizzard - Director, 1986[13]
- Meiken Lassie - Director, 1996
- Black Lagoon - Director, Escritor, 2006
- Black Lagoon: The Second Barrage - Director, Escritor, 2006

### OVA
- Black Lagoon: Roberta's Blood Trail - Director, Escritor, 2010

### Videojuegos
- Ace Combat 04: Shattered Skies (2001) - escritor y director para la parte de película de la historia
- Ace Combat 5: The Unsung War (2004) - escritor de Historia
- Ace Combat 7: Skies Unknown (2019) - escritor de Historia

### Anuncios
- Panasonic 3CCD lovery size - Director de Animación, 2004
- Toyota ITS Ha:mo Concept movie Road to promise - Director, 2012 - Director, 2012
- NHK Flowers blossom (花は咲く hana wa saku?)  PV de versión animada - Director, 2013[14][15]